# Hypsantyx lituratoria
Hypsantyx lituratoria là một loài tò vò trong họ Ichneumonidae.